# Д
Д, Дд (de) – litera alfabetu cyrylickiego oznaczająca spółgłoskę [d]. Powstała wprost z greckiej litery Δ i, zależnie od kroju czcionki, może się do niej mniej lub bardziej zbliżać.
W niektórych pozycjach oznacza spółgłoskę miękką:
- w języku bułgarskim przed И, Ю, Я – [dʲ];
- w języku rosyjskim przed Е, Ё, И, Ь, Ю, Я – [dʲ], w niektórych dialektach [ʣʲ];
- w języku ukraińskim przed Є, І, Ь, Ю, Я – [ɟ].

W języku rosyjskim może oznaczać głoskę ubezdźwięcznioną [t].
O literę Д oparte są dwu- i trójznaki:
- ДЗ [ʣ] (najszerzej stosowany w białoruskim i ukraińskim),
- ДЖ [ʤ], a w pozycji przed І – [ʤʲ] (najszerzej stosowany w ukraińskim),
- ДЗЬ [ʣʲ] lub [ʥ] (najszerzej stosowany w białoruskim, wymowa zależna od dialektu).

W alfabetach serbskim i macedońskim dwuznaki ДЗ i ДЖ zostały zastąpione literami Ѕ i Џ.
W wariancie kursywnym i pisanym mała litera Д może mieć formę łacińskiego małego g, zaś duża – łacińskiego dużego D.

## Kodowanie
| Znak                   | Д                          | Д                          | д                        | д                        |
| ---------------------- | -------------------------- | -------------------------- | ------------------------ | ------------------------ |
| Nazwa w Unikodzie      | Cyrillic Capital Letter De | Cyrillic Capital Letter De | Cyrillic Small Letter De | Cyrillic Small Letter De |
| Kodowanie              | dziesiątkowo               | szesnastkowo               | dziesiątkowo             | szesnastkowo             |
| Unicode                | 1044                       | U+0414                     | 1076                     | U+0434                   |
| UTF-8                  | 208 148                    | d0 94                      | 208 180                  | d0 b4                    |
| Odwołania znakowe SGML | &#1044;                    | &#x0414;                   | &#1076;                  | &#x0434;                 |
| Macintosh Cyrillic     | 132                        | 84                         | 228                      | E4                       |
| ISO 8859-5             | 180                        | B4                         | 212                      | D4                       |
| Windows-1251           | 196                        | C4                         | 228                      | E4                       |
| Code page 855          | 167                        | A7                         | 166                      | A6                       |
| KOI8-R i KOI8-U        | 228                        | E4                         | 196                      | C4                       |